# Fethullah Gülen

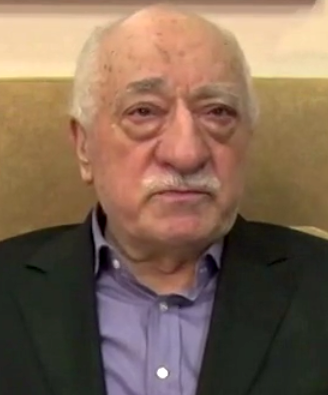
Fethullah Gülen (2016)

Fethullah Gülen [ɡyˈlɛn] (* 27. April 1941 in Korucuk, Provinz Erzurum, Türkei oder 11. November 1938; † 20. Oktober 2024 in Pennsylvania, Vereinigte Staaten) war der geistliche Vordenker der Gülen-Bewegung, die als Neo-Nurcu-Bewegung in der Nachfolge Said Nursîs gilt. Er lebte seit dem 21. März 1999 im selbstgewählten Exil in Saylorsburg, Pennsylvania, USA. Gülens Bewegung wurde in der Türkei von der AKP-Regierung zur Terrororganisation FETÖ erklärt. Der Chef des deutschen Bundesnachrichtendienstes, Bruno Kahl, widersprach der Einschätzung der türkischen Regierung, die Gülen-Bewegung sei islamisch-extremistisch oder gar terroristisch: „Die Gülen-Bewegung ist eine zivile Vereinigung zur religiösen und säkularen Weiterbildung.“ Ansprechpartner in Deutschland für Werte und Positionen Gülens ist die Stiftung Dialog und Bildung, deren Hauptsitz in Berlin ist.

## Leben

### Werdegang
Gülens Vater lehrte ihn Arabisch, seine Mutter Rafia unterrichtete ihn bis zur Grundschule zu Hause. Später wurde er in einer religiösen Privatschule in Hasankale unterrichtet. Nach seiner theologischen Ausbildung nahm er als Angestellter des Diyanet İşleri Başkanlığı bis 1958/59 in Edirne eine Stelle als Prediger an. Schon in jungen Jahren wurde er auch als aktiver Antikommunist bekannt; er schloss sich der Nurculuk-Bewegung an und leitete den Türkischen Verband für den Kampf gegen den Kommunismus in Erzurum.
Während seines Militärdienstes erlebte er den Militärputsch in der Türkei 1960 mit, danach kehrte er als Prediger nach Edirne zurück.
1966 wurde Gülen an die Kestanepazarı-Moschee nach Izmir versetzt. Hier begann er Said Nursîs Lehren um sozialkonservative und nationalistische Elemente zu erweitern, dabei griff er vor allem auf die Schriften von Intellektuellen wie Necip Fazıl Kısakürek, Nurettin Topçu und Sezai Karakoç zurück. Auch durch Predigtreisen wuchs seine Anhängerschaft in der Folge stark, insbesondere unter Ober- und Hochschülern, die er inhaltlich verstärkt ansprach. So zeigt sich Gülen als eine Art moderner Wanderprediger.
Seine Predigten fanden weite Verbreitung durch Audio- und Videokassetten. Gülens religiöse Ansichten bewegen sich nach eigener Aussage im sunnitischen Mainstream, sie tendieren auch zum Sufismus.

### Bewegung und Aufstieg
Gülen beendete 1981 seine Predigertätigkeit im Staatsdienst, um sich ganz der neuen Bewegung zu widmen. Durch Öffentlichkeitsarbeit und gute Beziehungen zur Regierung von Turgut Özal, der aufgrund seiner neoliberalen Orientierung den Bau von privaten Bildungseinrichtungen und Medienunternehmen Gülens (Zeitschrift, Zeitung, Nachrichtenagentur, Fernsehsender) seit 1982 unterstützte, erreichte er seit den späten 1980er Jahren eine weite Öffentlichkeit. Seine Predigten wurden landesweit als Video verbreitet. Als 1996 die islamistische Partei Necmettin Erbakans an die Macht gelangte, hielt sich Gülen von dieser Partei und ihren Thesen eines islamischen Staates fern. Dafür hob er hervor, dass er den laizistischen Staat respektiere, und erlangte damit das Wohlwollen führender türkischer Politiker wie des laizistischen Links-Politikers Bülent Ecevit, der sich als Erz-Laizist verstand. 1997 knüpfte Gülens Hizmet-Bewegung Kontakte zu Hansjörg Bitterlich, dem Sohn der Gründerin des römisch-katholischen Engelwerkes. Gülen setzte sich für die Förderung der Bildung ein und gründete mehrere hundert Privatschulen und Studentenheime in den Turkstaaten der ehemaligen Sowjetunion und später weltweit, so in Pakistan und Malaysia. Damit schuf er für seine Ideen eine breite Öffentlichkeit.

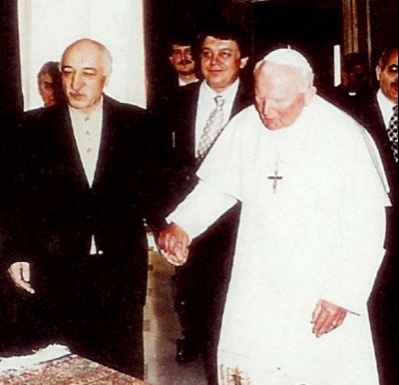
Fethullah Gülen trifft Papst Johannes Paul II. (1998)

Gülens drei Hauptanliegen seien Bildung, Dialog und Medien, so der FAZ-Redakteur Rainer Hermann im Oktober 2008. Die Ideologie einer gebildeten und mit dem Westen konformen Gesellschaft scheine auch im Westen viel Sympathie zu erwecken, jedoch erschrecke die weite Ausbreitung der Bewegung Kritiker. Hermann fasste 2008 weiter zusammen:

„Dennoch trauen die ‚säkularen‘ Kemalisten im Staatsapparat und ihre Freunde im Ausland dem Prediger und dessen Bewegung nicht. Gülen akzeptiert nicht, dass es einen Konflikt zwischen Moderne und Religion gibt, den die ‚säkularen‘ Hardliner konstruieren. Sie kommen zu der Prognose, dass Religion in der Moderne verkümmere. Gülen sieht hingegen gerade in der Moderne einen Bedarf an Religion und metaphysischen Werten. Das macht ihn in der Türkei zum Staatsfeind; die Berliner Publizistin Necla Kelek unterstellt ihm sogar eine ‚zutiefst reaktionäre Denkweise‘. Dabei benutzen das kemalistische Establishment und dessen Freunde im Ausland das Argument, alles, was der Islam jenseits der Theologie hervorbringe, müsse politisch sein. Damit mache sich der Islam zu einem Gegenmodell für die politische und gesellschaftliche Ordnung des modernen Westens. Neben dem politischen Islam, wie er in weiten Teilen der arabischen Staaten besteht, gab es in der islamischen Welt jedoch stets gesellschaftliche Bewegungen, die den Menschen im Auge haben, nicht die politische Ordnung. In dieser Tradition stehen Gülen und seine Bewegung.“

Gülen lehnte ab, der Nachfolger von Said Nursî zu sein. Es sei nie seine Absicht gewesen, aus der Menge herauszuragen, geschweige denn eine führende Persönlichkeit zu werden. Gülen traf hochgestellte politische und religiöse Persönlichkeiten aus aller Welt zum Dialog der Religionen, darunter Papst Johannes Paul II.

## Wirtschaftliche Bedeutung
Zur Gülen-Bewegung gehörten zahlreiche Unternehmen, viele Institutionen wurden von ihm beeinflusst. Zu diesen gehörten neben Privatschulen und -universitäten wie die Fatih-Universität in Istanbul Bildungsvereine, Radio- und Fernsehsender – unter anderem Samanyolu TV und bis zur Einstellung des Sendebetriebs dessen außertürkischer Ableger QLAR (zuvor Ebru TV), eine Nachrichtenagentur, die Bank Asya, Versicherungen wie die Işık Sigorta, Medienunternehmen wie die World Media Group, Verlage und Tageszeitungen wie die auflagenstärkste Zeitung der Türkei Zaman, zwei Krankenhäuser, Bildungseinrichtungen, Hochschulvorbereitungsklassen, Wohnheime, ein Unternehmerverband sowie Gewerkschaften. Es sei abzusehen, dass die „radikal-islamistische Gülen-Bewegung demnächst die entscheidende Medienmacht“ in der Türkei sei, kommentierte Detlef Kleinert 2011 in der Die Presse.
Die Zahl der Mitglieder der Gülen-Bewegung ist schwer zu schätzen. Die Soziologin Helen Rose Ebaugh vermutete 2008, dass in der Türkei 10–15 % der Bevölkerung eine Nähe zur Bewegung empfinden. Ebaugh zufolge existierten etwa 1000 Schulen in mehr als 100 Ländern.
Möglicherweise hat er weltweit zwischen acht und zehn Millionen Sympathisanten.

## Lehre
„Erneuerung der Religion aus den traditionellen Quellen des anatolischen Volksislams“, so charakterisiert die amerikanische Soziologin Helen Rose Ebaugh Gülens Denken. Gülens Lehre, die sich über die letzten 40 Jahre einem gewissen Wandel unterzogen hat, unterscheidet sich von anderen Nurcu-Gruppen dadurch, dass er einen modernen türkischen Nationalismus, freie Marktwirtschaft und die Bedeutung der Bildung betont. Gülen erweitert dabei die soziale Basis der Nurculuk-Bewegung, indem er die ghazawāt betont und versucht, den türkischen Nationalismus stärker zu islamisieren. Sein Nationalismus ist dabei mehr ein umfassend religiöser, weniger ein ethnischer oder rassischer. In seiner Inklusivität umfasst er zwischen Bosniaken und Kasachen fast alle Muslime des Osmanischen Reichs. Allerdings verwendet er perser- und araberfeindliche Untertöne.
Der Prediger verwirft die Evolutionstheorie Darwins, geißelt den Atheismus und stellt den Islam über die Demokratie. Ein Urteil über „weltliche Systeme“ sei immer „relativ“, sagt Gülen im Internet. Auch die Wissenschaft müsse an ihrer Übereinstimmung mit den Lehren des Islams gemessen werden: „Koran und Hadith sind wahr und absolut. Wissenschaft und wissenschaftliche Fakten sind wahr, solange sie mit Koran und Hadith übereinstimmen. Sobald sie aber eine andere Position einnehmen oder von der Wahrheit von Koran und Hadith wegführen, sind sie fehlerhaft. Selbst zweifelsfrei etablierte wissenschaftliche Fakten können nicht die Säulen sein, auf denen die Wahrheiten des iman (Glaubens) ruhen.“ Die Demokratie solle „ihren Horizont erweitern“ und „das Leben des Menschen nach dem Tode in Betracht ziehen“.

### Unglaube und Abfall vom Glauben
Gülen betrachtete bis in die 1980er Jahre die Apostasie im Islam als Hochverrat; islamrechtlich ist dafür die Todesstrafe vorgesehen.

„Die Apostasie wird nach dem islamischen Gesetz von den meisten Staaten und allen Streitkräften genauso hart beurteilt wie der (Landes)verrat. Man muss hoffen, durch Flehen, Beten, Überzeugen und durch alle anderen legitimen Mittel verhindern zu können, dass ein solches Verbrechen publik wird und der Gesellschaft schadet. Diejenigen, die diesen Weg weiter verfolgen, müssen dazu eingeladen werden, die Schwere ihrer Handlungen zu überdenken und zu bereuen.
Und wenn sie diese Möglichkeit zurückweisen, ist die Todesstrafe angemessen.“

Nach Gülen war demnach Unglaube ein Verbrechen:

„Die Bestrafung eines Mordes, der in der Regel nicht länger als wenige Minuten oder auch nur einige Sekunden in Anspruch nahm, reicht von vielen Jahren bis hin zu lebenslänglich Gefängnis oder der Todesstrafe. Doch Unglaube ist ein viel schwereres Verbrechen als Mord. […] Niemand außer Gott weiß, ob ein Mensch ins Paradies oder in die Hölle kommen wird. Obwohl der Unglaube eine ewige Strafe verdient, steht es uns nicht an, darüber zu urteilen, ob ein bestimmter Ungläubiger tatsächlich in die Hölle kommen wird. Denn möglicherweise nimmt er ja eines Tages den Glauben an und findet doch noch den Weg ins Paradies.“

Bülent Uçar weist jedoch darauf hin, dass sich die Meinung Gülens sowie anderer zeitgenössischer Theologen zur Apostasie in den letzten Jahrzehnten gewandelt habe und dass er seine Position revidiert habe. Uçar verweist dabei auf ein Interview aus dem Jahre 2014, in dem Gülen diese Ansicht revidiere und sage, er habe in dem oben zitierten Artikel lediglich die gängige Lehrmeinung wiedergegeben, jedoch auch betont, dass es sich hierbei um ein politisches Urteil handle und nicht um ein theologisches. In diesem Interview führt Gülen seine Ansicht wie folgt aus:

„In einer Zeit, in der die Welt in zwei Gebiete unterteilt wurde, den Dar al-Islam (das Gebiet des Islam) und den Dar al-Harb (‚Gebiete des Krieges‘); in einer Zeit, in der fast die ganze nichtmuslimische Welt gegen den Islam und die Muslime den offensiven Krieg erklärt hatten, haben die Fuqaha, die islamischen Rechtsgelehrten, den Abfall vom Islam als Übergang zur gegenüberliegenden Front betrachtet und die Apostasie daher nicht als Glaubensfrage, sondern als ein politisches Verbrechen beurteilt. […] Betrachten wir das Thema aus theologischer Perspektive, so sehen wir, dass sowohl der Koran als auch die Praxis des Propheten Muhammed […] den Individuen die Freiheit des Glaubens oder auch Nicht-Glaubens sichern. Die Menschen können, wann immer sie wollen, in Religionen ein- und, wann immer sie wollen, wieder austreten. Das brachte ich auch Herrn Eyüp Can gegenüber im Jahre 1997 in einem Interview […] zum Ausdruck.“

### Rolle der Frau
Fethullah Gülen verlangte zwar von Frauen nicht, sich zu verschleiern bzw. Kopftuch zu tragen, doch verhalten sich die meisten seiner Anhängerinnen so. Necla Kelek schreibt, nach außen vertrete er „eine Art Islam light“, während er „nach innen […] einen machtbewussten islamischen Chauvinismus“ propagiere. Fethullah Gülen selbst sieht das Schlagen der Frau als im Islam verboten an. In einem Interview mit der FAZ hielt Gülen zur Rolle der Frau im Islam fest, dass Frauen nahezu alle Rollen, auch die einer Richterin oder eines Staatsoberhauptes, übernehmen können.
In diesem Interview führte Gülen seine Haltung folgendermaßen aus:

„Auch die Frau ist eine freie und eigenständige Persönlichkeit. Ihre Weiblichkeit hebt keine der Qualifikationen auf, die sie besitzt, verengt sie auch nicht. Wenn eines ihrer Rechte berührt wird, kann sie, wie die Männer, ihre Rechte einfordern. Besitzt sie, was jemand anderes hält, kann sie es zurückholen. Muslime unterschiedlicher Völker hatten ihren historischen Erfahrungsschatz mit dem Kleid des Islam gekleidet, sie präsentierten ihre Gewohnheiten und Traditionen, als gehörten sie zu den Grundlagen der Religion. In dieser Richtung gab es auch einige theologische Gutachten, Idschtihads. So wurden die Rechte der Frau veräußert, von Tag zu Tag wurde sie in einen immer engeren Bereich gedrängt und sie wurde, ohne zu erfassen, wohin das Ganze hinausläuft, in einigen Gebieten sogar ganz aus dem Leben ausgeschlossen. Einen Unterschied der Frau zum Mann gibt es bei keinem der Themen, die die Grundprinzipien des Islams betreffen – etwa bei der Glaubens- und Meinungsfreiheit, den Besitz- und Verbraucherrechte, der Gleichheit vor dem Gesetz, dem Recht auf eine gerechte Behandlung vor dem Gesetz, dem Recht auf Heirat und der Gründung einer Familie, dem Recht auf Intimität und die Unantastbarkeit der Privatsphäre. Wie bei Männern stehen auch ihr Besitz, Leben und ihre Sexualität unter Schutz. Wer das verletzt, dem drohen schwere Strafen.“

## Bewertung und Kontroversen
Seine Anhänger sehen in ihm einen wichtigen islamischen Gelehrten mit liberalen Ideen und interreligiösen Dialogabsichten, während ihm Kritiker vorwerfen, die laizistische türkische Republik zu unterminieren und durch einen islamischen Staat ersetzen zu wollen. Außer Nationalismus wird seiner Bewegung auch Islamismus vorgeworfen.
In kritischen Buchveröffentlichungen bekannter türkischer Autoren wie Ahmet Şık und Nedim Şener wird die „Gülen-Sekte“ als Lenkerin eines islamisch gesinnten Tiefen Staates bezeichnet, der in der Republik Türkei entstehe und Behörden, Polizeiapparat und Justiz unterwandere. Der ehemalige türkische Oberstaatsanwalt İlhan Cihaner, der gegen Fethullah Gülen und seine Bewegung ermittelt hatte, wurde starkem Druck ausgesetzt, verhaftet und musste sein Amt aufgeben. Cihaner kritisierte den Einfluss der Bewegung mit den Worten: „Wer sich mit Gülen anlegt, wird vernichtet“.

### Türkei
In der Republik Türkei sind Fethullah Gülen und seine Bewegung äußerst umstritten. Die Schulen der Gülen-Bewegung sollten bis September 2015 geschlossen werden.
1998, nach dem Verbot der Refah Partisi Erbakans, ereignete sich im Rahmen einer Untersuchung der angeblichen Unterwanderung des Militärs durch Islamisten ein Skandal um eine zusammengeschnittene Rede Gülens, die – anscheinend mit versteckter Kamera gefilmt – 1999 im Fernsehkanal ATV ausgestrahlt wurde und in der er Anhänger aufforderte, geduldig zu arbeiten, um die Kontrolle im Staat zu übernehmen:

„Man muss die Stellen im Justiz- und Innenministerium, die man in seine Hand bekommen hat, erweitern. Diese Einheiten sind unsere Garantie für die Zukunft. Die Gemeindemitglieder sollten sich jedoch nicht mit Ämtern wie zum Beispiel denen der Richter oder Landräte begnügen, sondern versuchen, die oberen Organe des Staates zu erreichen. Ohne Euch bemerkbar zu machen, müsst Ihr immer weiter vorangehen und die entscheidenden Stellen des Systems entdecken. Ihr dürft in einem gewissen Grad mit den politischen Machthabern und mit denjenigen Menschen, die hundertprozentig gegen uns sind, nicht in einen offenen Dialog eintreten, aber ihr dürft sie auch nicht bekämpfen. Wenn sich unsere Freunde zu früh zu erkennen geben, wird die Welt ihre Köpfe zerquetschen, und die Muslime werden dann Ähnliches wie in Algerien erleben. Die Welt hat große Angst vor der islamischen Entwicklung. Diejenigen von uns, die sich in diesem Dienst befinden, müssen sich so wie ein Diplomat verhalten, als ob sie die ganze Welt regieren würden, und zwar so lange, bis Ihr diese Macht erreicht habt, die Ihr dann auch in der Lage seid, mit eigenen Kräften auszufüllen, bis Ihr im Rahmen des türkischen Staatsaufbaus die Macht in sämtlichen Verfassungsorganen an Euch gerissen habt.“

Kurz vor der Fernsehausstrahlung reiste Gülen angeblich aus gesundheitlichen Gründen in die USA. Vermutlich wollte er sich seiner bevorstehenden Verhaftung und einem im Jahr 2000 eingeleiteten Gerichtsverfahren wegen sogenannten Republikverrats durch Abwesenheit entziehen. 2003 wurde der Prozess gegen Gülen ausgesetzt, 2006 erwirkte Gülen in Abwesenheit aufgrund geänderter Gesetzeslage seinen Freispruch. Gülens Antrag auf Erteilung der dauernden Aufenthaltsgenehmigung in den USA, die ihm zunächst verweigert worden war, wurde 2008 schließlich genehmigt.
„Die Verhaftungen mehrerer pensionierter kemalistischer Generäle als vermeintliche Putschisten in der Türkei Anfang Juli [2008] gehen, so vermuten Insider in Ankara, auch auf die Fethullahcis, die Anhänger des islamischen Predigers Fethullah Gülen, zurück. Sie haben inzwischen hohe Positionen, nicht nur in der AKP, sondern auch im Staatsapparat und der Polizei.“ Auch einem Bericht der offiziellen Forschungseinrichtung des Kongresses der Vereinigten Staaten zufolge vermuten manche Kritiker, dass die Gülen-Bewegung hinter den Ergenekon-Ermittlungen und anderen Verfahren gegen das Militär steht, um Rache für Gülens vergangene Verurteilung zu üben.
Der ehemalige stellvertretende Direktor der nachrichtendienstlichen Abteilung der türkischen Polizei, Hanefi Avcı, schreibt in seiner Autobiografie, dass die Fethullah-Gülen-Bewegung die türkische Polizei unter ihre Kontrolle gebracht habe. Sie begehe zudem rechtswidrige Abhöraktionen und andere illegale Tätigkeiten. Avcı wurde kurz nach Erscheinen seines Buches festgenommen. Er sieht seine Festnahme deshalb im Zusammenhang mit einer gegen ihn gerichteten Kampagne der Gülen-Bewegung. Vier Abgeordnete der oppositionellen CHP teilten in einer Pressemitteilung nach einem Besuch Avcıs im Gefängnis mit: „Dass die Bewegung insbesondere im Polizeiapparat organisiert ist, wussten wir; dennoch waren die weiteren Enthüllungen ein Schock für uns. Der Nachrichtendienst und KOM – Abteilung Schmuggel und Organisiertes Verbrechen stehen außerhalb der Gesetze und sind staatlicher Kontrolle entzogen.“ Und weiter: „Es gibt eine Organisation, in der Religiöse die Führung innehaben. Die Ausmaße sind erschreckend. Wir haben gesagt, dass in der Türkei eine Schreckensherrschaft errichtet wird. Jetzt wissen wir, woher das kommt.“ Der türkische Oberstaatsanwalt İlhan Cihaner kommentiert dazu: „Jeder, der gegen diese Gruppen vorgeht, landet im Gefängnis und sieht sich einer Anklage gegenüber. Alles wird von einer Zentrale aus gelenkt.“ Auch Türkan Saylan sieht laut einem Bericht des Türkeibulletins der Friedrich-Naumann-Stiftung für die Freiheit die Fethullah-Gülen-Bewegung hinter ihrer Festnahme, weil sie sich für eine Erziehung in einer weltlichen Ordnung eingesetzt hätte.
In einem Beitrag für Foreign Policy bezeichnet der Politikwissenschaftler Soner Çağaptay die Gülen-Bewegung als „ultrakonservativ“ und schreibt, dass die aktuelle Entwicklung in der Türkei, in der die Macht der Militärs zurückgedrängt wurde, nur vordergründig den Anschein einer Demokratisierung habe. In Wirklichkeit habe sich das Machtgefälle so vertauscht, dass nun die Gülen-Bewegung an die Stelle der Militärs getreten sei und einen neuen „tiefen Staat“ bilde. Die Bewegung kontrolliere Polizei samt ihrem Nachrichtendienst und gewinne immer mehr Einfluss in der Justiz.
Am 3. März 2011 wurden Ahmet Şık und andere Journalisten im Rahmen der Ergenekon-Ermittlungen festgenommen. Dabei hatte Şık selbst zusammen mit Kollegen im Wochenmagazin „Nokta“ 2007 die Putschpläne eines inzwischen im Ergenekon-Prozess angeklagten Admirals enthüllt. Viel wahrscheinlicher ist deshalb, dass Şıks Verhaftung im Zusammenhang mit seinem Buch Die Armee des Imam steht, das kurz vor der Veröffentlichung stand. Darin stellt er seine Recherchen über Gülen und dessen Bewegung dar. In dem bei seiner Verhaftung beschlagnahmten Buch, das inzwischen nicht nur verboten wurde, sondern dessen Besitz schon unter Strafandrohung steht, berichtet Şık über die Unterwanderung der türkischen Polizei und Justiz durch die Gülen-Bewegung, die dadurch einen „Staat im Staat“ errichtet habe.
Mitte Dezember 2013 begann in der Türkei ein Korruptionsskandal; Ministerpräsident Erdoğan tauschte zahlreiche Minister des Kabinett Erdoğan III aus. Erdoğan warf mehrfach der Gülen-Bewegung Umsturzversuche vor und behauptete, die Bewegung betreibe einen „Tiefen Staat“.
Die türkische Regierung ging mit Festnahmen, Massenversetzungen und Entlassungen im Justiz- und Polizeiapparat vor und ließ Gülen-Anhänger aus staatlichen Institutionen entfernen. Erdogan warf Gülen vor, einen „Parallelstaat“ innerhalb der türkischen Verwaltung zu errichten und einen Putsch zu betreiben. Die geplante Schließung der Gülen-Schulen, um der Bewegung die Haupteinnahmequelle zu entziehen, wurde im Juni 2015 vom Verfassungsgericht gestoppt. Im Februar 2015 erließ ein Istanbuler Gericht einen neuen Haftbefehl gegen Fethullah Gülen. Ihm wird die „Gründung und Führung einer bewaffneten Terrororganisation“ vorgeworfen.
Am 16. Juli 2016 warf Erdoğan Gülen vor, für den gescheiterten Putschversuch in der Türkei 2016 verantwortlich zu sein, was von Gülen bestritten wurde; er kritisierte den Staatsstreich. Die Türkei verlangte von den USA seine Auslieferung. Gülen selbst bestritt in einem Interview mit der Wochenzeitung Die Zeit etwas mit dem Putsch zu tun zu haben, der die Prinzipien seiner Hizmet-Bewegung verrate. Er schlug vor, die Ereignisse von einer unabhängigen Kommission internationaler Experten untersuchen zu lassen, der er sich zu stellen bereit sei. Seiner Überzeugung nach steckte vielmehr Präsident Erdoğan selbst hinter dem Putsch, der ihn ja am 16. Juli 2016 als „Gottesgeschenk“ bezeichnete.
Nach einem Bericht des Wall Street Journal zufolge sollen Vertreter der türkischen Regierung Michael Flynn und seinem Sohn bis zu fünfzehn Millionen Dollar geboten haben, um Gülen zu entführen und in die Türkei auf die Gefängnisinsel İmralı zu bringen. Flynn, zu diesem Zeitpunkt Sicherheitsberater von Donald Trump, soll sich im Dezember 2016 mit den Vertretern getroffen und über den Plan gesprochen haben, Gülen gewaltsam mit einem Privatflugzeug in die Türkei und dann dort in ein Gefängnis zu bringen. Dem Bericht zufolge ist dies auch Gegenstand der Untersuchungen von FBI-Sonderermittler Robert Mueller im Zuge der möglichen Verbindungen von Trumps Wahlkampagne mit russischen Geheimdiensten.

### Deutschland
In Deutschland – so der Islamwissenschaftler Bekim Agai von der Universität Bonn – ist die Bewegung mit Nachhilfezentren „in nahezu jeder größeren Stadt aktiv und bemüht sich, private Schulen zu eröffnen, ohne dabei eine offizielle Zentrale zu besitzen, was jedoch nicht bedeutet, dass die Aktivitäten im Netzwerk nicht koordiniert werden“. In Köln wird das Privatgymnasium Dialog mit Fethullah Gülen in Verbindung gebracht. In Berlin betreibt das TÜDESB Bildungsinstitut Berlin-Brandenburg e. V. insbesondere die Wilhelmstadt-Schulen. Auch TÜDESB gilt als Teil der Gülen-Bewegung. Gülen war in Deutschland Ehrenvorsitzender des in Berlin ansässigen Forums für Interkulturellen Dialog.
Klaus Mertes, Direktor des Kollegs St. Blasien, betont dagegen die Qualität der von der Bewegung getragenen Schulen. Er weist auf Analogien zwischen dem Bildungsprogramm der Jesuiten und dem der Hizmet-Bewegung hin und verneint eine Intransparenz innerhalb der Schulen mit dem Hinweis auf ein großes Interesse an interreligiösem Dialog. Auch der evangelische Theologe Uwe Gerrens sieht eine „reißerische Aufmachung“ von Vorwürfen, gerade gegenüber den sogenannten „Lichthäusern“, studentischen Wohngemeinschaften der Bewegung, deren Vorwürfe nicht belegbar seien. Strukturen, in denen Gruppendruck auftreten kann, hält er zwar für vorstellbar, weist allerdings auf ähnliche Phänomene etwa in evangelikalen Gemeinschaften hin.
Rainer Hermann von der FAZ nannte Fethullah Gülen noch 2004 „Stimme der Vernunft“. 2010 stellte die FAZ die „ethnische Nische“, die die türkischen Gülen-Schulen bieten, kritisch dar. Der Islamwissenschaftler Ralph Ghadban hält die Bewegung für gefährlich, weil sie „unfassbar“ sei: „Unter dem pseudo-modernistischen Lack steckt eine islamistische Auffassung“. Die Sozialwissenschaftlerin und Islamkritikerin Necla Kelek kritisierte, dass Gülen ein weltweites Netz muslimischer Intelligenz heranbilde, das einen machtbewussten islamischen Chauvinismus fördere. Sie schrieb dazu: „Nach außen hin vertritt er (Gülen) eine Art Islam light, nach innen propagiert er einen machtbewussten islamischen Chauvinismus.“ Sie nennt seine Bewegung eine „Sekte mit Konzernstruktur“.
Die alevitische Menschenrechtsaktivistin Serap Çileli vertritt die Meinung, die Gülen-Bewegung sei eine Glaubensgemeinschaft mit missionarischen Absichten. Gleichgültigkeit und Unwissenheit der Deutschen über die Gülen-Bewegung würden zu fatalen Folgen führen.
2012 stellte die Bundestagsfraktion der Partei Die Linke eine Kleine Anfrage. Sie fragte darin die Bundesregierung, ob die Gülen-Bewegung vom Bundesamt für Verfassungsschutz überwacht wird. Die Bundesregierung verneinte dies.
Der CDU-Fraktionsvorsitzende im baden-württembergischen Landtag, Peter Hauk, verlangte im Februar 2014 Einsicht in interne Berichte des Landesverfassungsschutzes, in denen der Gülen-Bewegung vorgeworfen wurde, teilweise im Widerspruch zur freiheitlich-demokratischen Grundordnung zu stehen. Auch der rheinland-pfälzische Innenminister Roger Lewentz (SPD) forderte in einem Brief an den Bundesinnenminister die intensive, landesweite Prüfung der Gülen-Bewegung durch den Verfassungsschutz und die Befassung der Innenministerkonferenz mit dem Thema. Der Präsident des Bundesnachrichtendienstes Bruno Kahl widerspricht der von der Türkei propagierten Aussage, die Gülen-Bewegung sei eine islamisch-extremistische oder gar terroristische Bewegung: „Die Gülen-Bewegung ist eine zivile Vereinigung zur religiösen und säkularen Weiterbildung.“
In diesem Zusammenhang unterstreicht Uwe Gerrens von der Evangelischen Staatsakademie Düsseldorf, dass trotz Prüfung keine der Verfassungsschutzbehörden der Länder eine Überwachung aufgenommen habe. In den wechselnden Positionen der Politik zu Hizmet erkennt er ein Muster, in dem die jeweilige Opposition mittels Kleiner Anfragen die Kontakte der Regierung zu Hizmet erfrage, die durch die jeweilige Regierung jedoch mit dem Hinweis auf den Mangel an „hinreichenden tatsächlichen Anhaltspunkten für Extremismus“ beantwortet werde. In der Debatte um die Darstellung der Gülen-Bewegung als sektenartig wirft Gerrens insbesondere der EZW eine mindestens unausgewogene und einseitige Darstellung vor. Insgesamt sieht Gerrens die Kriterien einer Bewertung der Bewegung als Sekte als nicht erfüllt.

### Vereinigte Staaten
Im Juni 2008 wies der U.S. District Court for the Eastern District of Pennsylvania – Gülens Wohnort – eine Klage Gülens gegen die Nichtgewährung seines Green-Card-Antrages ab. Gülen hatte Widerspruch eingelegt, woraufhin das Verfahren – möglicherweise mit Unterstützung von FBI und CIA – wieder aufgenommen worden war. Mit Wirkung vom 10. Oktober 2008 erhielt Gülen seine Green Card. Er lebte dort mit rund 100 Anhängern.
Helen Rose Ebaugh von der Universität Houston behauptet in ihrer Untersuchung, dass die Bewegung sich stets von der Politik distanziere und Bildung sowie spirituelle Entwicklung des Individuums in den Vordergrund stelle – sie unterscheide sich von anderen islamischen Bewegungen vor allem durch Befürwortung des humanistischen Weltbildes, der Globalisierung, der freien Marktwirtschaft und der Symbiose von Tradition und Moderne; Ebaugh ist allerdings vorgeworfen worden, dass sie dabei kritische Fragen ausblende. Die New York Times schrieb, Gülens Schulen würden Pakistan einen „sanfteren, moderaten und mit der westlichen Welt koexistenzfähigen Islam“ anbieten. Von der Zeitung wurde Gülen als „Nationalist“ betitelt.

### Österreich
Die österreichische Tageszeitung Der Standard berichtete, dass die Gülen-Bewegung auf das Interesse an Bildung setze. Daher würden gezielt leistungsstarke junge Männer und Frauen angesprochen und zunächst mit Freizeitangeboten geworben. Erst nach einiger Zeit stelle sich heraus, wie das Netzwerk der Cemaat (Gemeinde) funktioniere.

## Tod
Fethullah Gülen starb am Abend des 20. Oktober um 21:20 Uhr. Über den Behandlungsverlauf und die Todesursache wurden keine Angaben gemacht.
Nach Fethullah Gülens Tod wurden am 31. Oktober 2024 sein Testament und sein Vermächtnis in hizment-nahen Quellen veröffentlicht. Laut diesen Quellen soll Gülen persönliche Besitztümer und finanzielle Mittel hinterlassen haben, die mehrheitlich wohltätigen Zwecken zugedacht sein sollen. Ein wesentlicher Bestandteil seines Testaments soll die Übertragung der Buchrechte an die Stiftung „Cascade Trust“ gewesen sein, mit dem Ziel, die zukünftigen Einnahmen für Bildungs- und Wohltätigkeitsprojekte zu verwenden, die seine humanitären Ideale fördern sollen. Weiterhin soll Gülen eine Summe von 2.000 US-Dollar für ein schlichtes Leichentuch reserviert haben. Außerdem soll er verfügt haben, dass 12.640 US-Dollar in Form von Goldmünzen als Geschenke für Neugeborene und junge Ehepaare verwendet werden sollen. Sein Testament soll auch Anweisungen zur Begleichung von Schulden sowie ein Gebet um Vergebung für etwaige Fehler im Verlauf seines Lebenswerks enthalten. Einige persönliche Gegenstände wie Gebetsketten und Bücher sollen zur Erinnerung an sein Wirken seinen Vertrauten überlassen worden sein.

## Schriften
Gülen hat über 60 Bücher zu religiösen, sozialen und politischen Themen veröffentlicht sowie eine Vielzahl von Essays und Gedichten. Viele sind in mehrere Sprachen übersetzt, darunter auch einige ins Deutsche. Hunderte von Reden Gülens sind als Audio- und Videokassetten erhältlich. Gülen schrieb regelmäßig Artikel in seiner Bewegung nahestehenden Zeitungen und Magazinen.
In deutscher Sprache erschienene Bücher:
- Fragen an den Islam. Band 1. 3., überarbeitete Auflage. Institut für Information über Islam und Dialog, Hamm 2003, ISBN 3-935521-04-9.
- Sufismus. Smaragdgrüne Hügel des Herzens. Schlüsselkonzepte in der Praxis des Sufismus. Institut für Information über Islam und Dialog, Hamm 2003, ISBN 3-935521-07-3.
- Das Leben nach dem Tod (= Fenster zum Glauben. Bd. 4). Fontäne-Verlag, Mörfelden-Walldorf 2005, ISBN 3-935521-17-0.
- Die Notwendigkeit interreligiösen Dialogs. Eine muslimische Perspektive (= Fenster zum Glauben. Bd. 10). Fontäne-Verlag, Mörfelden-Walldorf 2005, ISBN 3-935521-23-5.
- Muhammad, der Gesandte Gottes. Das Leben des Propheten 2. Auflage. Fontäne-Verlag, Offenbach 2005, ISBN 3-935521-05-7.
- Perlen der Weisheit. 2. überarbeitete Auflage. Fontäne-Verlag, Offenbach 2005, ISBN 3-935521-11-1.
- Hin zu einer globalen Kultur der Liebe und Toleranz. Fontäne-Verlag, Offenbach 2006, ISBN 3-935521-29-4
- Religiöse Kindeserziehung. Fontäne-Verlag, Offenbach 2007, ISBN 978-3-935521-36-9.
- Die Grundlagen des Islamischen Glaubens. Verständnis und Glaube. Kaynak, Izmir 1999, zuletzt 4. Auflage, Fontäne, Offenbach 2009, ISBN 978-3-935521-05-5.
- Die Statue unserer Seele. Fontäne-Verlag, Offenbach 2009, ISBN 978-3-935521-47-5.
- Was ich denke, was ich glaube. Herder, Freiburg 2014, ISBN 978-3-451-33274-6.
- Der Prophet Muhammed. Das unendliche Licht – Eine kontextuelle Analyse der universellen Botschaft, Define Verlag, Frankfurt am Main 2018, ISBN 978-3-946871-11-8.
- Kein zurück mehr von der Demokratie. Main-Donau Verlag, Frankfurt am Main 2018, ISBN 978-3-946871-09-5.

## Filmdokumentationen
- Der lange Arm des Imam – Das Netzwerk des Fethullah Gülen. ARD, 2013 (45 Min.)
- Im Dienste Allahs – Die Anhänger des Fethullah Gülen. ZDF, 2014 (29 Min.)
- Erdogans Erzfeind – Wer ist Fethullah Gülen? WDR, 2016 (28 Min.) (Online-Kopie in der Mediathek bis Juli 2017)
- Die Türkei und der gescheiterte Putschversuch. ZDFInfo, 2021 (43 Min.) (Online-Kopie in der Mediathek)